# 山田惠子
山田惠子（日语：／ Yamada Keiko，1953年6月23日—），日本退役女子短跑运动员。她曾在1970年亚洲运动会期间获得女子200米金牌、女子4×100米金牌以及女子100米银牌。